# Papa test
Papa-test (poznat i kao Papanikolauov test, Papa-razmaz ili vaginalni, cervikalni i endocervikalni razmaz, akr. VCE), jednostavna je bezbolna metoda ispitivanja stanica u uzetom materijalu, s prednje i zadnje stidne usne i kanala grla maternice. Izumio ga je grčki liječnik Georgios Papanikolaou. Slični test izumio je i rumunjski liječnik Aurel Babeș, neovisno o Papanikolaou.
Od uzetog uzorka radi se citološki razmaz, koji se fiksira na mikroskopskoj pločici i boji po Papanikolauovoj metodi. Poslije bojenja vrši se mikroskopska analiza morfoloških osobina stanica, kojom se mogu otkriti znaci zapaljenja grlića, uzročnici infekcije, dobroćudne i zloćudne stanice i druge patohistološke promjene.
Papanikolauov test je metoda dopunskoga ispitivanja u okviru ginekološkoga pregleda, koja ima za cilj rano otkrivanje prekanceroznih i kanceroznih promjena stanica grla maternice, koje prethode karcinomu... „Od uvođenja Papanikolauova testa, stopa javljanja raka grla maternice pala je za oko 70 posto, a životi milijuna žena su produženi“
Pomoću špatule i četkice uzima se razmaz površinskih stanica rodnice, vrata maternice i kanala vrata maternice, koji se nanosi na predmetno stakalce i poprska sredstvom za fiksiranje preparata ili odloži u posudu koja sadržava fiksativ te pohranjuje u transportnu posudu i dostavlja u citološki laboratorij na analizu.
Svaka žena koja je postala seksualno aktivna ili navršila 18 godina trebala bi obaviti Papa test i to jednom godišnje, kontinuirano tijekom cijelog života. Takvim provođenjem Papa testa smanjuje se rizik umiranja od raka vrata maternice za 90%.